# Mwatishi (Nchelenge)
Mwatishi è un ward dello Zambia, parte della Provincia di Luapula e del Distretto di Nchelenge.